# Misheel Jargalsaikhan

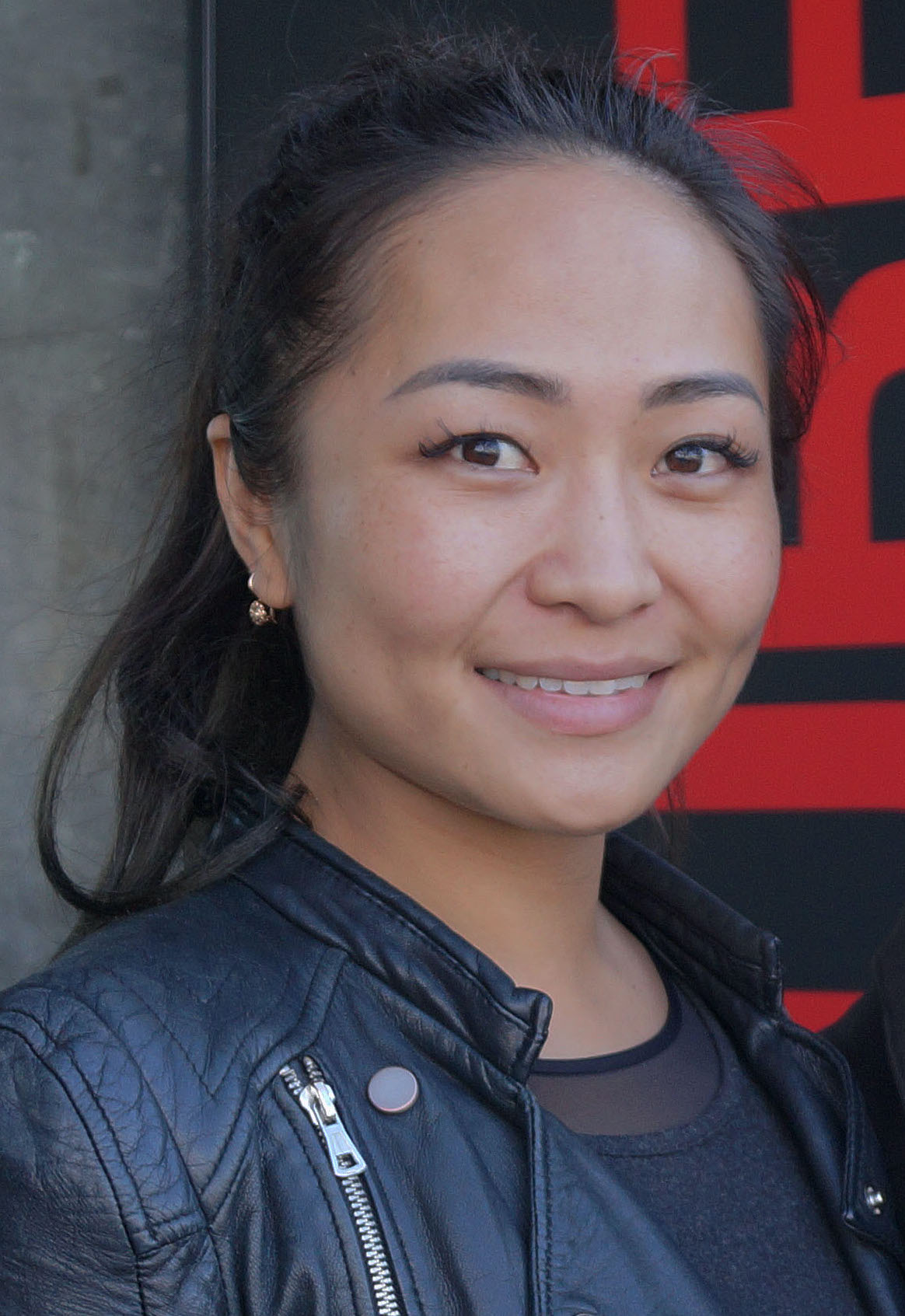
Misheel Jargalsaikhan (2016)

Misheel Jargalsaikhan (mongolisch Жаргалсайхан Мишээл, ᠵᠢᠷᠭᠠᠯᠰᠠᠶᠢᠬᠠᠨ ᠮᠢᠰᠢᠶᠡᠯ; * 9. November 1988 in Ulaanbaatar) ist eine polnische Schauspielerin mongolischer Abstammung.

## Leben und Karriere
Jargalsaikhan wurde am 9. November 1988 in Ulaanbaatar geboren. Als sie drei Jahre alt war, zog sie mit ihrer Familie nach Polen. Sie spricht fließend Polnisch, Englisch und Mongolisch. Ihr Debüt gab sie 1999 in der Fernsehserie Rodzina zastępcza. 2007 war sie in Pogoda na piątek zu sehen. Unter anderem nahm sie an den Sendungen Celebrity Splash! und Dancing with the Stars. Taniec z gwiazdami teil. 2016 tauchte sie in einer Folge von Wmiksowani.pl auf. Zwischen 2021 und 2022 spielte sie in BrzydUla 2 mit.

## Filmografie (Auswahl)
Serien
- 1999–2007: Rodzina zastępcza
- 2007: Pogoda na piątek
- 2016: Wmiksowani.pl
- 2021–2022: BrzydUla 2

Sendungen
- 2005: Rozmowy w toku
- 2015: Celebrity Splash!
- 2016: Dancing with the Stars. Taniec z gwiazdami